# Craw Ridge
Craw Ridge ist ein markanter Gebirgskamm im ostantarktischen Viktorialand. Er erstreckt sich in der Royal Society Range ausgehend vom Mount Lister in nordöstlicher Richtung.
Das New Zealand Antarctic Place-Names Committee benannte ihn 1985 nach Dave Craw, ein Mitglied der geologischen Mannschaft, die im Rahmen des New Zealand Antarctic Research Program in der von 1980 bis 1981 dauernden Kampagne diesen Gebirgskamm erkundete und dabei eine Höhe von 3700 m erreichte.